# Josef Kalt
Josef Kalt, później Kalt-Arnet (ur. 20 września 1920, zm. 21 lutego 2012) – szwajcarski wioślarz, srebrny medalista olimpijski.
Wystąpił na igrzyskach olimpijskich w Londynie w 1948, gdzie wspólnie z bratem, Hansem Kaltem, wywalczył srebrny medal w dwójkach bez sternika. W finale o 2,8 sekundy przegrali z Brytyjczykami, a o 7,6 sekundy wyprzedzili osadę Włoch. Był to jego jedyny start olimpijski.
Razem z bratem zdobywał mistrzostwo kraju w dwójkach bez sternika w latach 1943-1945 i 1947-1948. Bracia Kalt pracowali w rodzinnej firmie Kalt-Bucher Druck AG w Zug.